# نیووه‌هورنه
نیوورن (به هلندی: Nieuwehorne) یک منطقهٔ مسکونی در هلند است که در هیرن‌فین واقع شده‌است. نیوورن ۱٬۴۵۰ نفر جمعیت دارد.